# Hydraulis

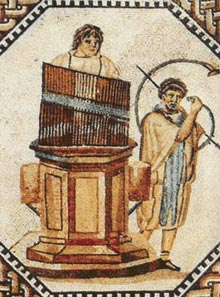
El hydraulis u órgano hidráulico, a la izquierda, y un corno, a la derecha, mosaico romano en Nennig, Alemania.

El órgano hidráulico o hydraulis (también llamado hydraulus, hydraulos e hidraula) es un antiguo instrumento musical de viento, que funcionaba con un sistema de receptáculos llenos de agua para mantener constante la presión del aire. Fue el primer instrumento de teclado y el predecesor del actual órgano neumático. El intérprete que lo tañía se denominaba hydraulés.
El hydraulis fue inventado en Grecia en el siglo III a. C. por (según la tradición) Ctesibio, un inventor que ideó diversos aparatos que funcionaban con agua y aire.
Este instrumento era conocido por los romanos y se extendió por todo el Imperio, usándose en actos públicos, teatros, espectáculos, etc.
Al parecer, la invención de los órganos de fuelles se remonta al siglo IV. Sin embargo, se siguieron usando ambos sistemas hasta que en el siglo XIII se abandonaron completamente los hidráulicos.

## Historia

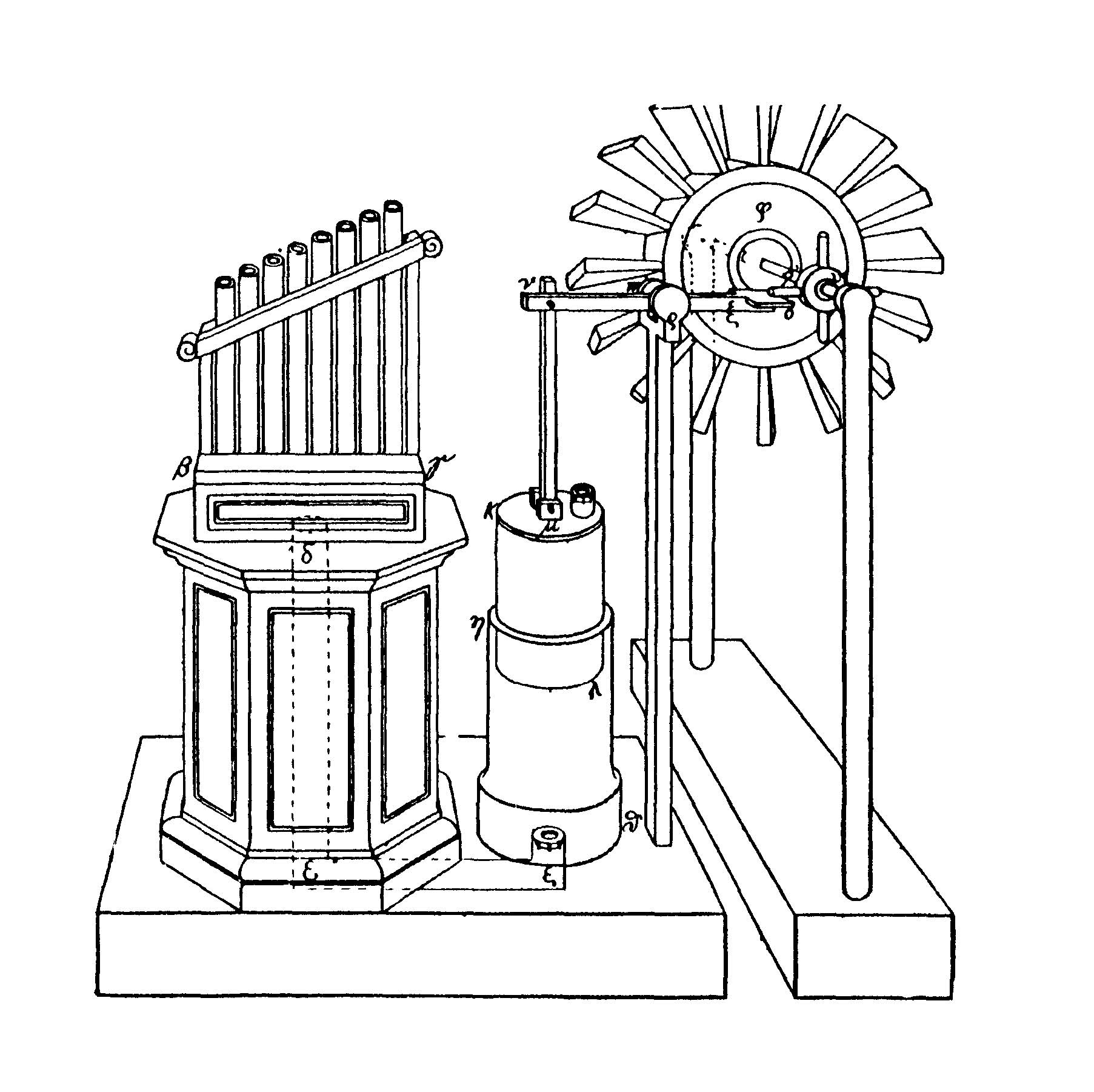
Reconstrucción moderna del hydraulis de Herón de Alejandría.

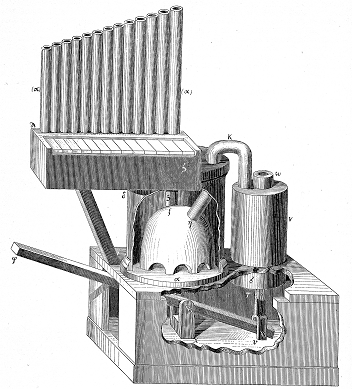
Hydraulis de Ctesibio, según la descripción de Herón de Alejandría.

Los órganos de agua fueron descritos en numerosos escritos de Ctesibio (siglo III a. C.), Filón de Bizancio (III siglo a. C.) y Herón de Alejandría (c. 62 d. C.) Al igual que los relojes de agua o clepsidras de la época de Platón, podrían haber tenido una especial importancia en la filosofía griega. El órgano hidráulico de tubos de soplado se utilizaba para imitar cantos de pájaro, así como para reproducir el impresionante sonido que emitía la estatua de Memnon en Tebas. Para este último, la energía solar servía para calentar el agua de un tanque cerrado, a fin de producir aire comprimido para hacer sonar los tubos. 
Las características del hydraulis se han deducido de mosaicos, pinturas, referencias literarias, etc. En 1931, los restos de un hydraulis fueron descubiertos en Hungría, con una inscripción que se remonta al 228 d. C. El cuero y la madera del instrumento estaban descompuestos, pero con las partes metálicas ha sido posible reconstruir una réplica, ahora en el Museo de Aquincum de Budapest. 
Los restos de otro hydraulis se encontraron en Grecia en 1992. Pertenece al siglo I a. C. Fue reconstruido en 1999 y se expone en el Museo Arqueológico de Díon.
El mecanismo exacto que se empleaba para producir el aire no está del todo claro, y no se sabe casi nada acerca de la música que se interpretaba en el hydraulis.
Los ingenieros árabes y bizantinos desarrollaron un órgano automático de agua. A finales del siglo XIII estos órganos automáticos habían llegado a Italia y al resto de la Europa occidental. Durante el Renacimiento, los órganos de agua fueron instalados en jardines, grutas y salones de palacios y mansiones para el disfrute no solo de la música, sino también de los numerosos autómatas (figuras de baile, aves batiendo las alas, etc.), que incorporaban los instrumentos de la época. Otros tipos de órganos hidráulicos se utilizaron para simular el sonido de instrumentos musicales que aparentemente tocaban estatuas que representaban escenas mitológicas.
El órgano de agua más famoso del siglo XVI estaba en la Villa d'Este en Tívoli. Fue construido entre 1569 y 1572 por Clericho Lucha (Luc de Clerc; completado por Claude Venard), medía unos seis metros de altura y se alimentaba de una magnífica cascada. Fue descrito por Mario Cartaro en 1575, y en la actualidad se sabe que, además de tocar automáticamente al menos tres piezas de música, este órgano también llevaba un teclado incorporado.
Otros jardines italianos con órganos hidráulicos se encontraban en Pratolino, cerca de Florencia (c. 1575), Isola de Belvedere, Ferrara (antes de 1599), el Palazzo del Quirinale de Roma(construido por Luca Biagi en 1598 y restaurado en 1990), la Villa Aldobrandini, Frascati (1620), uno de los Palacios Reales de Nápoles (1746), la Villa Doria Pamphili (1758-1759). De ellos, tan solo ha sobrevivido el del Palazzo del Quirinale. Todavía hay restos del instrumento de la Villa d'Este, pero el agua de la cascada (rica en minerales) que alimentaba el órgano de la gruta ha provocado acumulaciones que han ocultado el instrumento casi por completo. 
A principios del siglo XVII, los órganos de agua fueron construidos en Inglaterra; Cornelius Drebbel construyó uno para el rey Jaime I, y Salomón de Caus construyó varios mientras estaba al servicio del príncipe Henry. Había uno en Bagnigge Vale (Londres), la casa de verano de Nell Gwynn (1650-1687), y Henry Winstanley (1644-1703), el diseñador del faro de Eddystone, construyó uno en su casa. Después de la boda de la princesa Isabel con el Príncipe elector Federico V del Palatinado, de Caus construyó para ellos uno, que fue instalado en los jardines del Castillo de Heidelberg, y se hizo famoso por sus bellos e intrincados conductos para transportar el agua. Los hermanos Francini construyeron algunos órganos hidráulicos en Saint Germain-en-Laye y en Versalles, que alcanzaron nuevas cotas de esplendor y extravagancia. 
A finales del siglo XVII, sin embargo, disminuye el interés por los órganos de agua. Su mantenimiento era muy costoso, por lo que cayeron en el olvido. 
Posteriormente, el mecanismo de los órganos hidráulicos fue malinterpretado, hasta que el ingeniero holandés van Dijk señaló en 1954 que el aire se suministraba al instrumento por aspiración. En los órganos de agua, un pequeño tubo está situado de manera que un extremo está abierto al exterior y el otro llega hasta un tubo más grande que contiene agua, la cual fluye por un arroyo, laguna o embalse de estabilización. Cuanto más larga sea la caída vertical del agua, más poderosa será la succión y mayor será el volumen de aire aspirado.

## Funcionamiento
El agua y el aire entran en el instrumento y llegan juntos a la cámara eólica. A continuación, el aire comprimido entra en un compartimento situado en la parte superior de la cámara eólica, y desde aquí, se distribuye hacia los tubos del órgano. 
El agua, después de haber sido separada del aire, deja la cámara eólica conforme va entrando en ella. A continuación, el agua impulsa una rueda, que a su vez mueve un cilindro musical. Para hacer funcionar el órgano, la llave que permite el paso del agua al interior del instrumento debe estar abierta (lo que hace que el agua fluya continuamente). Algunos órganos de agua estaban provistos de sencillos dispositivos que regulaban la presión del agua.

## Descripción

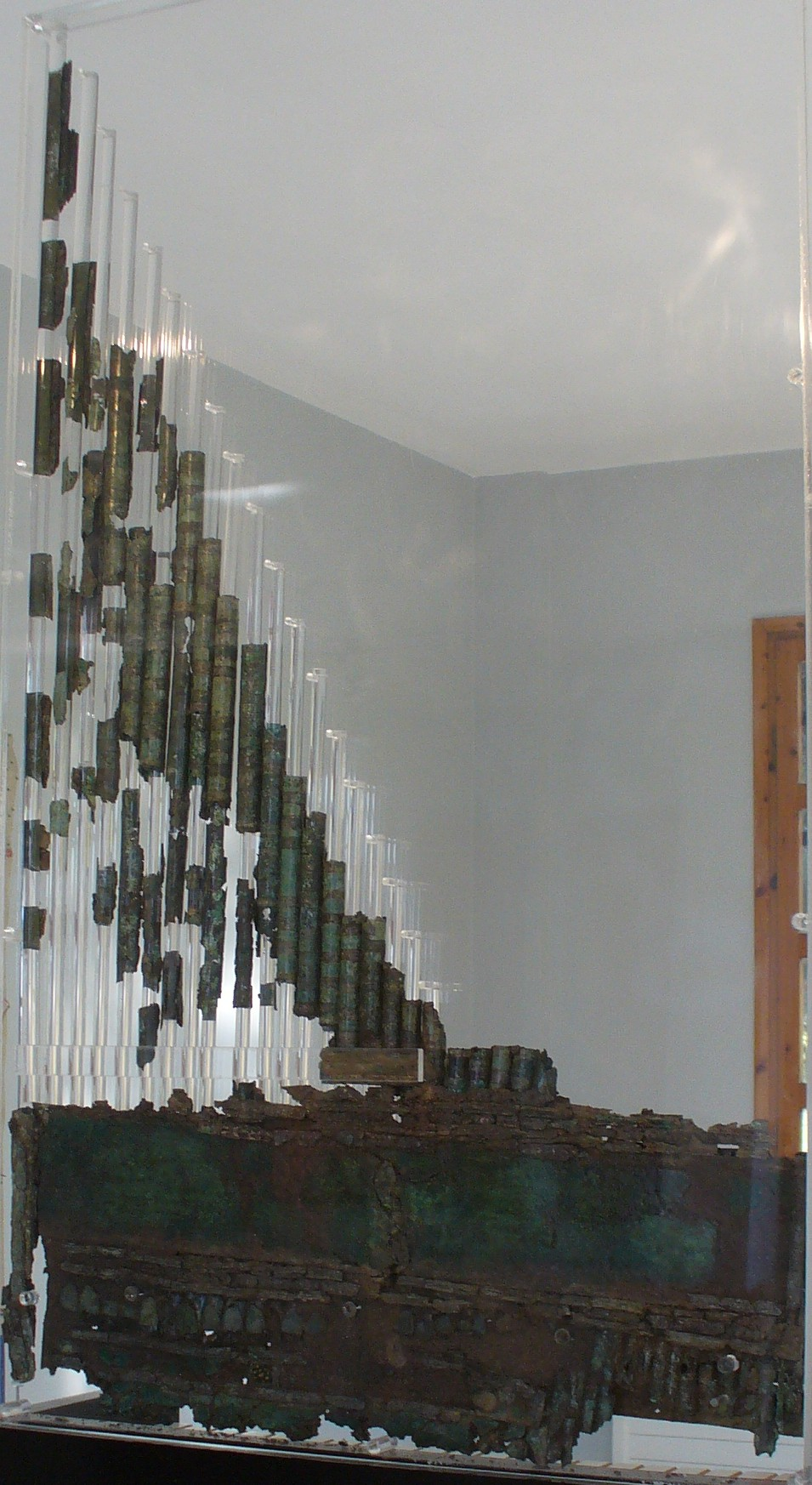
Hidraulo del s. I a. C.Museo Arqueológico de Díon.

El hydraulis poseía una base octogonal (30 cm de alto por 90 de diámetro), sobre la que había una cisterna metálica (de 90 cm de alto y 60 de diámetro, aproximadamente). En general, la cisterna tenía dos émbolos cilíndricos a ambos lados.
Encima de esta cisterna había una caja rectangular, de dimensiones parecidas a las de la base, sobre la que estaban colocados los tubos. El número de ellos podía variar de cuatro o cinco a dieciocho, aunque en general solían tener unos ocho. Al parecer, el músico se sentaba ante una especie de teclado que surgía de la cámara eólica que poseía el instrumento.